# Mora (merk)
Mora is een fabriek en merk van diepvriessnacks. Het bedrijf heeft twee productiefaciliteiten, een op het bedrijventerrein Beatrixhaven in Maastricht en een in Mol (België).

## Geschiedenis
Mora werd in de jaren 1960 opgericht door de Maastrichtse slagerszoon Marcel Mourmans (1936 - 2022). Vanuit de kleine buurtslagerij, die hij in 1961 van zijn vader had overgenomen, bracht hij aanvankelijk op de fiets kroketten en loempia's rond bij snackbars en cafetaria's in de omgeving. Later werd er ook aan supermarkten geleverd, waardoor de productie sterk toenam. Op 15 oktober 1973 werd het fabriekspand van 'Mora-Snacks' in de Beatrixhaven geopend. Het bedrijf had toen 125 personeelsleden en een jaaromzet van 14 miljoen gulden.
In 1990 werden 49% van de aandelen van Mora Snacks BV verkocht aan de Brits-Nederlandse multinational Unilever. Enkele jaren later kwam het bedrijf geheel in handen van Unilever. Eind 2004 werden de door Mora gemaakte deegproducten PZZA en pizza crossa, die eerder nog onder het merk Iglo in de handel werden gebracht, verkocht aan Dr. Oetker. Mora hield zich daarna alleen nog bezig met snacks en saté. In 2006 is dat deel van Mora verkocht aan Ad van Geloven, een middelgrote Nederlandse snackfabrikant die bezit was van Egeria, de investeringsmaatschappij van de familie Brenninkmeijer. Egeria verkocht in 2008 Ad van Geloven aan de Britse investeringsmaatschappij Lion Capital LLP. In 2016 werd Van Geloven verkocht aan de Canadese multinational McCain Foods Limited.
In 2021 werd een nieuwe productiehal in Maastricht in gebruik genomen, naast de twee bestaande. Hier worden voornamelijk vegetarische snacks geproduceerd om aan de veranderende vraag te kunnen voldoen. Dagelijks rollen er ruim een miljoen chili-cheesenuggets en mozzarellasticks van de band. Het bedrijf telde op dat moment ruim vijfhonderd werknemers.

## Merknaam
Het Mora-merk is een afkorting van de eerste twee letters Mourmans, gecombineerd met de eerste twee letters van de achternaam van zijn vrouw (Ramaekers). De meest succesvolle reclamecampagne van Mora is de inzet van Cora van Mora, een fictieve Mora-fabrieksarbeidster die al sinds 1986 vertelt over producten en innovaties.
De drie M's ('Mmm... van Mora') waren oorspronkelijk de afkorting voor Marcel Mourmans Maastricht, maar worden tegenwoordig vooral gebruikt vanwege de associatie met lekker.

## Keurmerk-gesjoemel
Om de inkoop van vlees dat voldoet aan het Beter Leven-keurmerk te omzeilen en toch de consument het idee te geven verantwoord vlees te verwerken, bedacht Mora een eigen 'keurlabel'. Het bedrijf stelde met het 'Beter Welzijn'-programma zijn eigen standaard ontwikkeld te hebben met oog voor dierenwelzijn en daarmee het beste van diverse externe keurmerken te combineren. In 2020 werd in het consumentenprogramma Keuringsdienst van Waarde het Mora-label onderzocht. Voor dit 'Beter Welzijn'-label bleken aan pluimveehouders geen certificatie-eisen te worden gesteld. De criteria die het bedrijf hanteert gaan weliswaar verder dan de Europese wetgeving, maar blijven naar Nederlandse normen op het absolute minimaal wettelijk vereiste.

## Producten
Het assortiment van Mora bestaat uit diepvriessnacks (vis, vlees en vegetarisch):
- frikandellen
- kroketten
- kroketburgers
- hamburgers
- tostini
- fishburgers
- fishfingers
- picknicker
- hamburgerbroodjes
- bitterballen
- gevulde broodjes
- broodje bal
- macho
- carrero
- ribster
- ragoezi
- party-mixen
- kidz-mixen
- gehaktballetjes
- kipfingers
- viandel
- kipcorn
- satérol
- smulrol
- shoarmarol
- saté
- kipknotsen
- pikantos
- chili-cheesenuggets
- mozzarellasticks